# Phlugis celerinicta
Phlugis celerinicta är en insektsart som beskrevs av Nickle 2003. Phlugis celerinicta ingår i släktet Phlugis och familjen vårtbitare. Inga underarter finns listade i Catalogue of Life.